# 20 Arietis
20 Arietis, som är stjärnans Flamsteed-beteckning, är en ensam stjärna belägen i den mellersta delen av stjärnbilden Väduren. Den har en skenbar magnitud på ca 5,79 och är svagt synlig för blotta ögat där ljusföroreningar ej förekommer. Baserat på parallax enligt Gaia Data Release 2 på ca 24,2 mas, beräknas den befinna sig på ett avstånd på ca 135 ljusår (ca 41 parsek) från solen. Den rör sig bort från solen med en heliocentrisk radialhastighet av ca 25 km/s. Stjärnan har en relativt stor egenrörelse och förflyttar sig över himlavalvet med en hastighet av 0,188 bågsekunder per år.

## Egenskaper
20 Arietis är en gul till vit jättestjärna av spektralklass F6 III-IV, vilket betyder att den har spektrala drag mellan en jätte- och en underjättestjärna. Den har en massa som är ca 1,5 solmassor, en radie som är ca 2 solradier och utsänder ca 6,6 gånger mera energi än solen från dess fotosfär vid en effektiv temperatur av ca 6 400 K.